# Saint-Georges-d’Aunay
Saint-Georges-d’Aunay ist eine ehemalige französische Gemeinde mit 717 Einwohnern (Stand: 1. Januar 2013), den Saint-Georgeais, im Département Calvados in der Region Normandie.
Am 1. Januar 2016 wurde Saint-Georges-d’Aunay im Zuge einer Gebietsreform zusammen mit der benachbarten Gemeinde Coulvain als Ortsteil in die neue Gemeinde Seulline eingegliedert. Saint-Georges-d’Aunay stellt dabei als „übergeordneter Ortsteil“ den Verwaltungssitz Seullines dar.

## Geografie
Saint-Georges-d’Aunay liegt 28 Kilometer südwestlich von Caen. In westnordwestlicher Richtung ist das im Département Manche gelegene Saint-Lô etwa 34 Kilometer entfernt. Direkt nördlich des Ortsgebiets verläuft die Autoroute A84.

## Bevölkerungsentwicklung
| Jahr                             | 1793  | 1836  | 1876  | 1926 | 1946 | 1968 | 1990 | 2013 |
| Einwohner                        | 1.668 | 1.641 | 1.127 | 776  | 730  | 667  | 571  | 717  |
| Quelle: Cassini, EHESS und INSEE |       |       |       |      |      |      |      |      |

## Sehenswürdigkeiten
- Kirche Saint-Georges, zum Teil aus dem 13. Jahrhundert; zwei Skulpturen, eine des hl. Georg und ein Marienbildnis, sind seit 1933 beziehungsweise 1957 als Monument historique klassifiziert[3][4]
- Schloss aus dem 18./19. Jahrhundert